# Vierkantvlekuil
De vierkantvlekuil (Xestia xanthographa) is een vlinder uit de familie van de uiltjes (Noctuidae), die verspreid over Europa voorkomt. Hij heeft een spanwijdte van 30 tot 40 mm, en is herkenbaar aan de min of meer vierkante of X-vormige wittige vorm in de niervlek. De achtervleugels zijn wit.

## Waardplanten
De waardplanten van de vierkantvlekuil zijn grassen en diverse kruidachtige planten, zoals walstro en pijpenstrootje, maar ook eik en wilg.

## Voorkomen in Nederland en België
De vierkantvlekuil is een gewone soort die verspreid over het hele gebied voorkomt. Hij vliegt van eind juli tot begin oktober.